# Aloeides nollothi
Aloeides nollothi là một loài bướm ngày trong họ Lycaenidae. It is endemic to South Africa, ở đó nó is known from coastal dunes and flats in Succulent Karoo in the North Cape and inland south along the coast just short of Lambert's Bay.
The wingspan is 19–22 mm for males and 20–24 mm females. Adults are on wing from August to December and in late summer (from March to April) in a possible second generation. There is usually one generation per year.

## Thao khảo
- Henning, G.A. (2020). “Aloeides nollothi”. Sách đỏ IUCN về các loài bị đe dọa. 2020: e.T889A175056159. doi:10.2305/IUCN.UK.2020-2.RLTS.T889A175056159.en. Truy cập ngày 29 tháng 12 năm 2021.